# Laura Citarella
Laura Citarella (La Plata, Buenos Aires, Argentina, 1981) es una directora, guionista y productora de cine argentina. Se ha destacado como una voz emergente del Nuevo Cine Argentino. Es productora central de la compañía independiente El Pampero Cine, y produjo La flor, que con 868 minutos, actualmente ostenta el récord de la película argentina de mayor duración en la historia.

## Biografía
Citarella nació en 1981 en La Plata, Argentina. Asistió a la Universidad del Cine, donde se graduó con una licenciatura en dirección de cine en 2004.

## Carrera profesional

### Enseñanza
Citarella enseña en la Universidad Nacional de La Plata (UNLP), donde imparte un taller de tesis centrado en la escritura de guiones.

### Cine
Citarella y Verónica Llinás codirigieron La mujer de los perros, que llamó la atención de festivales internacionales de cine. En particular, fue selección oficial para el Festival de Cine de Róterdam 2015 y ganadora en categoría Mejor Actriz delFestival Internacional de Cine Independiente de Buenos Aires.
Su película Trenque Lauquen, se considera como secuela de su película Ostende de 2011.

## Filmografía
| Año  | Título                              | Notas                               | Rol                                                    | Ref.          |
| ---- | ----------------------------------- | ----------------------------------- | ------------------------------------------------------ | ------------- |
| 2024 | El Affaire Miu Miu                  | Cortometraje                        | Dirección                                              |               |
| 2023 | Eiko Ishibashi x Laura Citarella    | Cortometraje                        | Dirección                                              |               |
| 2022 | Trenque Lauquen                     |                                     | Dirección                                              |               |
| 2021 | Bitácoras                           | Miniserie de televisión, 1 episodio |                                                        |               |
| 2020 | Les Chevaliers: Eso que llaman amor | Cortometraje                        | Producción                                             |               |
| 2019 | Las poetas visitan a Juana Bignozzi |                                     | Producción                                             |               |
| 2018 | La flor                             |                                     | Producción                                             |               |
| 2018 | Ai Weiwei en Buenos Aires           | Cortometraje documental             | Producción                                             |               |
| 2015 | La mujer de los perros              |                                     | Dirección, producción ejecutiva, escritura             |               |
| 2014 | El insecto de oro                   |                                     | Producción                                             |               |
| 2014 | Ocio                                |                                     | Coordinación de producción                             |               |
| 2013 | El loro y el cisne                  |                                     | Productora ejecutiva                                   |               |
| 2011 | El estudiante                       |                                     | Asistente de dirección, Coordinadora de producción     |               |
| 2011 | Ostende                             |                                     | Dirección, escritura                                   |               |
| 2011 | Tres fábulas de Villa Ocampo        | Cortometraje documental             | Producción                                             |               |
| 2010 | El escarabajo de oro                |                                     | Coordinadora de producción                             |               |
| 2009 | Historias breves 5                  | Cortometraje                        | Dirección, Composición, Producción delegada, Escritura |               |
| 2008 | Historias Breves V: Tres juntos     | Cortometraje                        | Compositora, Productora Ejecutiva, Guionista,          |               |
| 2008 | Historias extraordinarias           |                                     | Actriz, asistente de dirección, productora             |               |
| 2005 | Amor (primera parte)                |                                     | Subgerente                                             |               |
| 2005 | Judíos en el espacio                |                                     | Subgerente                                             |               |
| 2005 | Mi primera salida                   | Cortometraje                        | Subgerente                                             |               |
| 2002 | Canción para Ana                    | Cortometraje documental             | Montadora, Guionista                                   |               |
| 2002 | Yakuza                              | Cortometraje                        | Productora                                             |               |
| 2001 | La muerte de Ricardo Lee            | Cortometraje                        | Productora                                             |               |
| 1990 | Un elefante en banda                |                                     | Actriz                                                 | [ 11 ] [ 12 ] |